# كاريهي

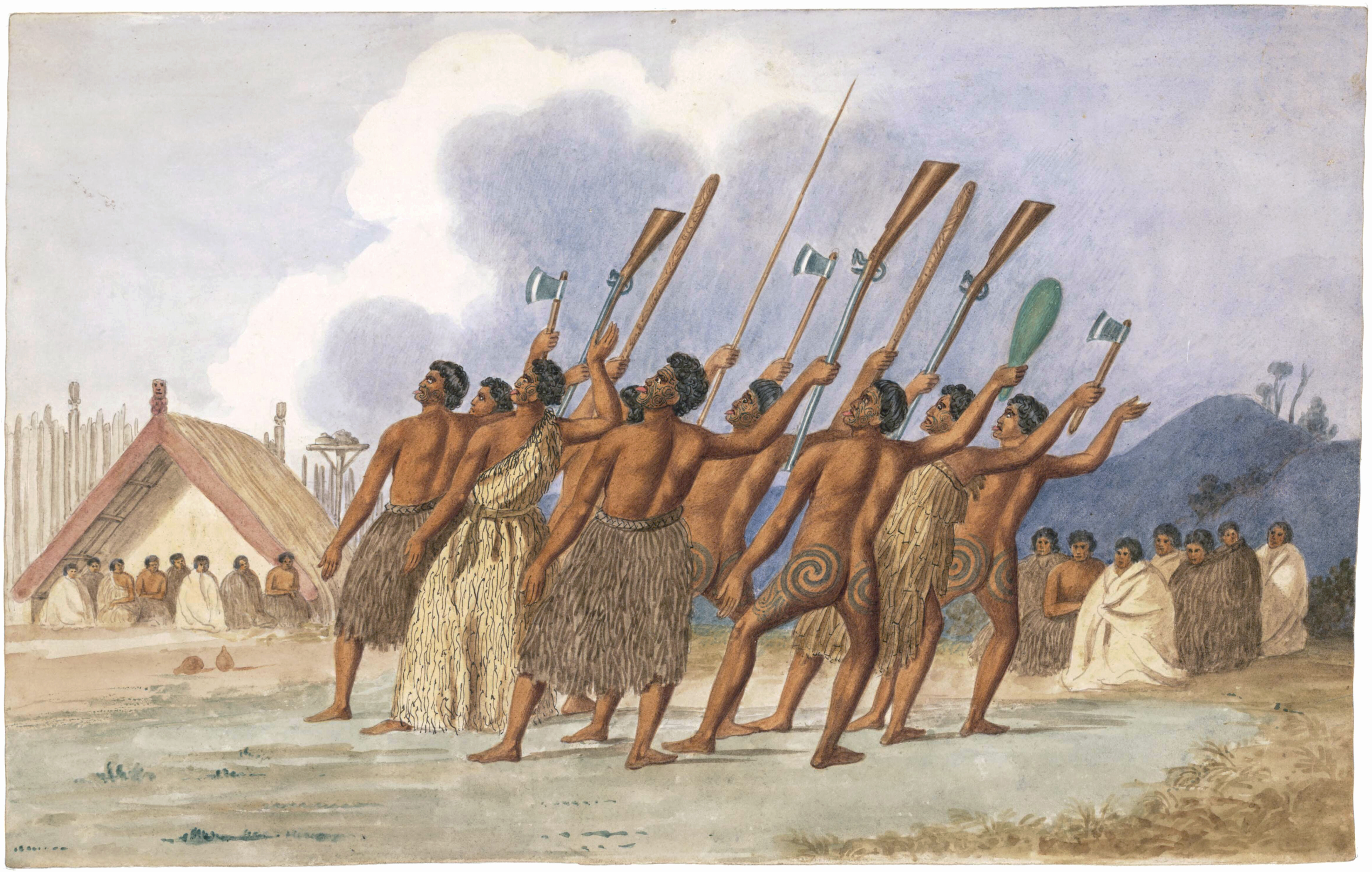
رقصة الحرب

كاريهي (بالإنجليزية: Karihi)‏ رب ماوري (نيوزيلاندا) والأخ الأكبر لتوهاي Tawhaki. وقد انتقم مع أمه یوروتونغا Urutonga لمقتل أبيهم.